# هویلند
هویلند (به انگلیسی: Hoyland) یک شهرک در بریتانیا است که در کلان‌شهر مستقل بارنزلی واقع شده‌است. هویلند ۱۱٬۸۵۲ نفر جمعیت دارد.